# Abraxas pernigrata
Abraxas pernigrata är en fjärilsart som beskrevs av Thierry-mieg 1910. Abraxas pernigrata ingår i släktet Abraxas och familjen mätare. Inga underarter finns listade i Catalogue of Life.